# Dopravní značka

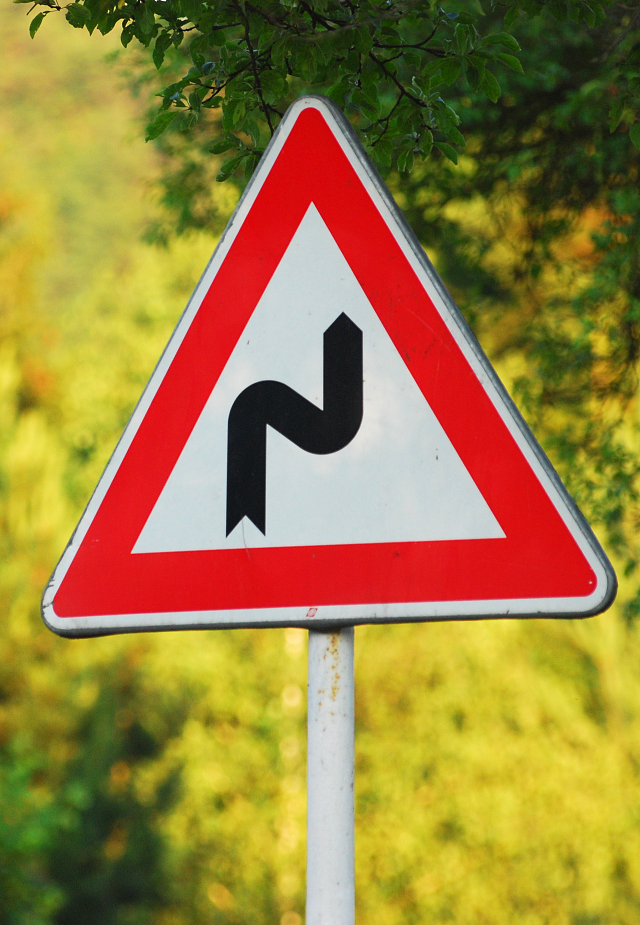
Výstražná značka „Dvojitá zatáčka, první vpravo“

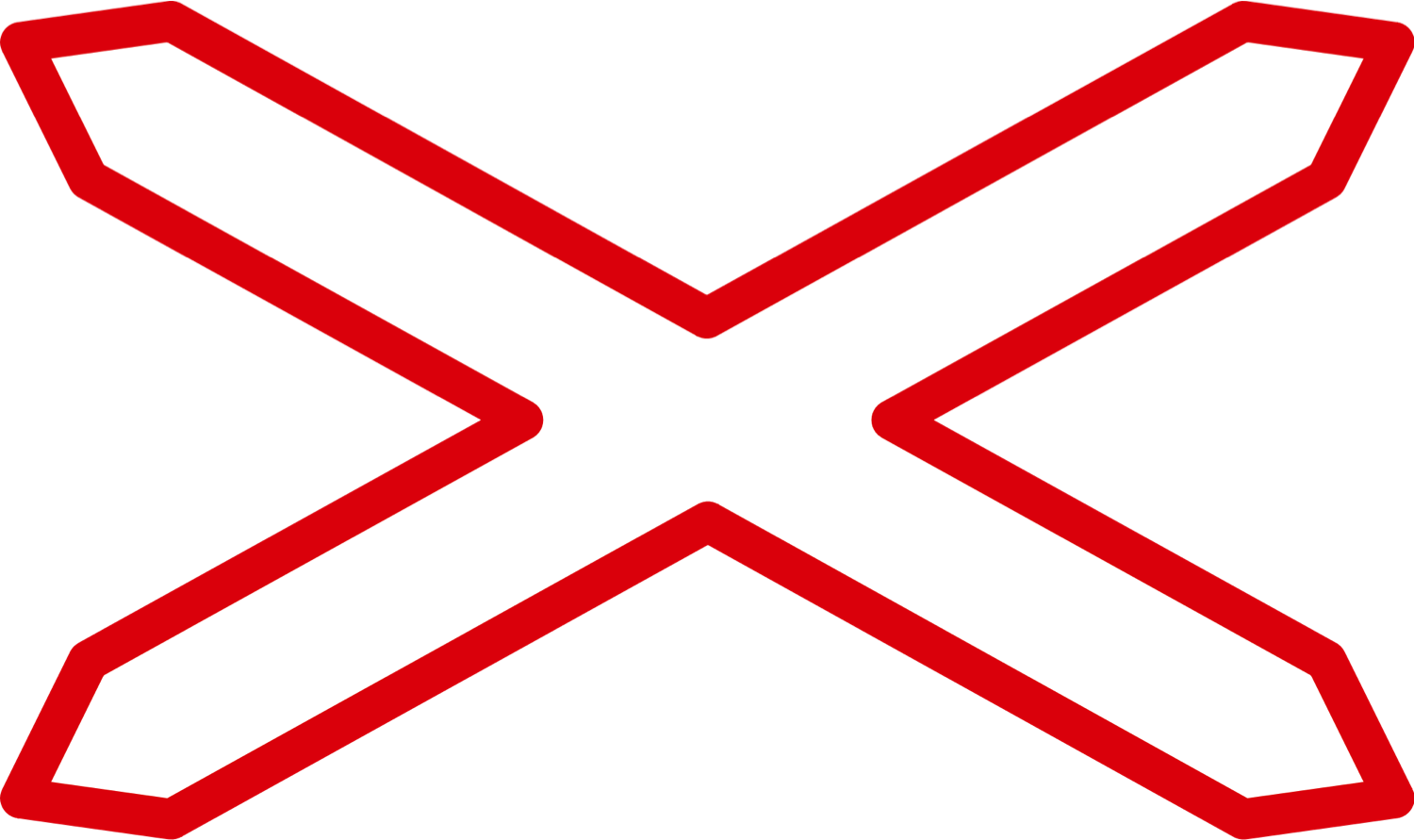
Výstražná značka „Výstražný kříž pro železniční přejezd jednokolejný“

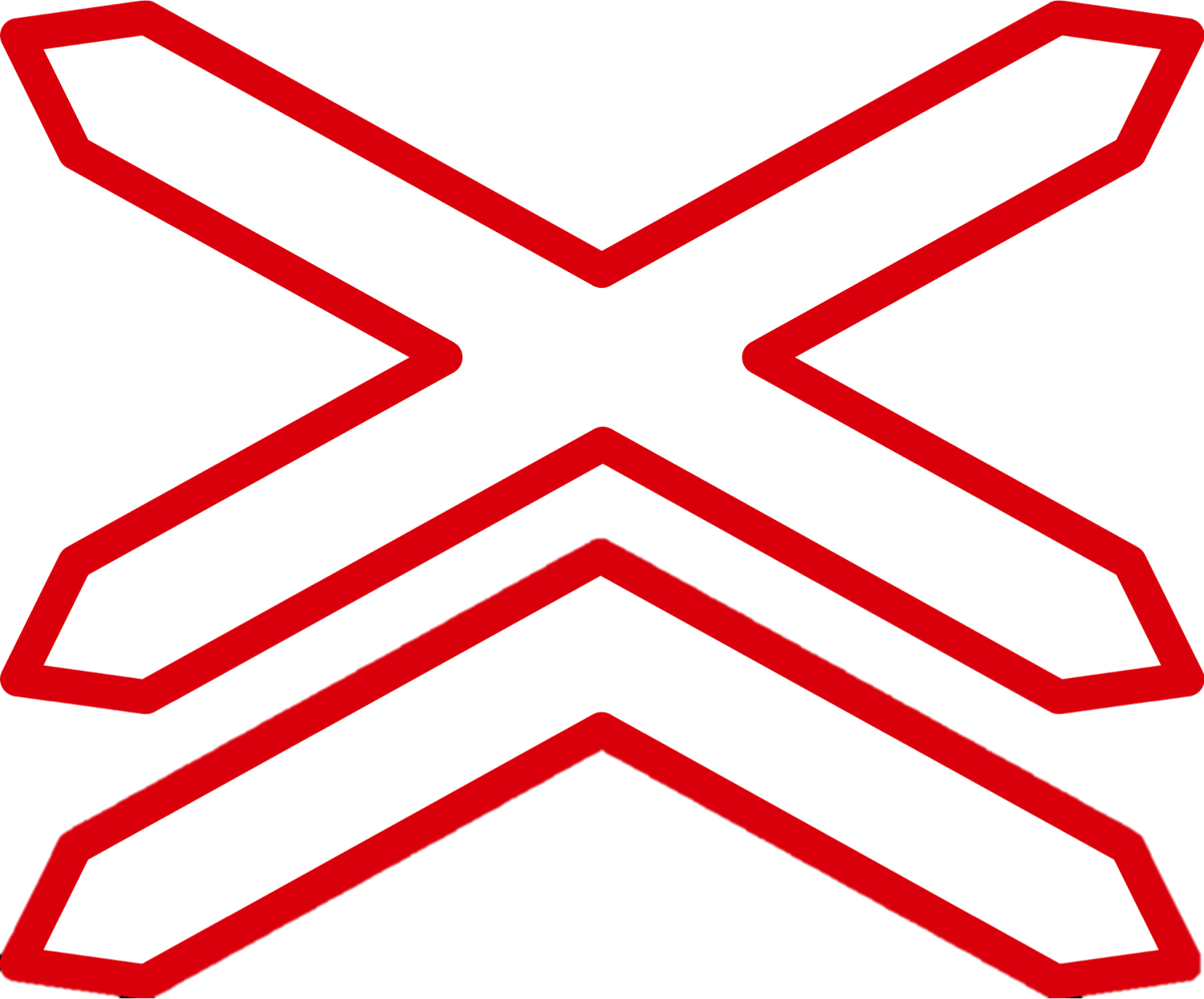
Výstražná značka "Výstražný kříž pro železniční přejezd vícekolejný"

Dopravní značky jsou jednoduché piktogramy určené pro řízení a regulaci dopravy na silničních pozemních komunikacích. Jedná se o zařízení tvořená kombinací jednoduchých grafických symbolů nebo znaků s barevnými tvary tabulek, která upozorňují účastníky silničního provozu na nebezpečná místa a jevy, ukládají jim zákazy, příkazy nebo omezení, poskytují jim informace nebo zpřesňují, doplňují nebo omezují význam jiné dopravní značky. Význam dopravních značek zpravidla stanoví Pravidla silničního provozu. Kromě dopravních značek je provoz na pozemních komunikacích také řízen, zabezpečován a usměrňován ještě dalšími dopravními zařízeními a dále také světelnými a akustickými signály.
Dopravní značení pro silnice je jedním ze systémů praktické globální vizuální komunikace. Na rozdíl od jiných systémů se značení pro silnice zatím nepodařilo mezinárodně sjednotit, a proto je nejen různorodé formálně, ale i kvalitativně.

## Vznik a vývoj dopravního značení

Švédská dopravní značka

Funkci směrového dopravního značení v dávných dobách plnily jen stopy a vyšlapané pěšiny a stezky.
Již v antických Pompejích byly nalezeny patníky oddělující prostor náměstí od pásu pro jízdu, zvýšené chodníky a zvýšený přechod přes jízdní pás, připomínající nejmodernější provedení přechodu pro chodce.
Římané kolem roku 120 př. n. l. začali kolem cest osazovat milníky se vzdáleností od Říma (odtud pochází úsloví „Všechny cesty vedou do Říma“). Milníky po rozpadu Římské říše zaváděl na přelomu 17. a 18. století panovník Polska a Saska August II. Silný. Kolem roku 1700 zaváděl verstníky (versta = jednotka délky) car Petr Veliký v Rusku. Kolem roku 1750 se v Německu na křižovatkách začaly objevovat dřevěné „křížové značky“. Od roku 1789 je začali nahrazovat „hodinovými kameny“ - na nich se vzdálenost udávala v hodinách.
Nejstaršími příkazovými značkami na českém území jsou tzv. brzdové kameny.
Signály pro řízení železniční a silniční dopravy v moderní době byly inspirovány námořními signály. Z roku 1868 je doloženo použití primitivního mechanického semaforu na jedné z londýnských křižovatek - semafor měl tvar kříže napodobujícího lidskou postavu s rozpaženýma rukama („stůj“) s možností svěsit obě paže („volno“).
V roce 1903 v Anglii The Motor Car Act (3 Edw. VII, c. 30), automobilový zákon, zavedl poprvé na světě dopravní značky podobné dnešním, již ve tvaru kruhů a trojúhelníků.
První dopravní značky zavedly ve svých zemích už v prvním desetiletí 20. století národní automobilové kluby, například Touring Club Italiano nebo Kaiserlicher Automobil Club. V roce 1920 se konal silniční kongres v Holandsku, na němž se místní turistická organizace ANWB pochlubila, že již umístila 400 výstražných značek odpovídajících mezinárodně přijatým tvarům a barvám. Tato situace byla podobná dnešnímu značení turistických cest a cyklotras v Česku.
Dopravní značení v Československu bylo zaváděno později – v roce 1935 prvních pět druhů výstražných značek a o tři roky později již celá škála značek pro různé účely. Již tehdy se počítalo i se značkami prosvětlovanými. Protože retroreflexní fólie tehdy ještě nebyly k dispozici, připevňovaly se na některé značky malé kulaté odrazky – traťová návěstidla podobného provedení můžeme ještě dodnes najít na českých železnicích.
Mezinárodní konvence a návrhy ke sjednocení dopravního značení:
- 1908 Paříž - mezinárodní Silniční kongres. Pařížská konvence (Úmluva o jízdě motorovými vozidly) v roce 1909, druhý kongres 1910 - navržené značky většinou černobílé, obsahovaly obrázky i text.
- 4. mezinárodní kongres v Seville, 1923, doporučeny výstražné značky trojúhelníkového tvaru vrcholem nahoru
- 1926 Pařížský kongres
- Návrhy Ligy Spojených národů (1928, v roce 1939 změna barevného provedení výstražných značek)
- Úmluva o sjednocení silničních značek - Ženeva, 30. 3. 1931
- Ženevský protokol (Světová úmluva o silniční a automobilové dopravě) (1949)
  - Úmluva o silničním provozu - Ženeva, 19. 9. 1949
  - Protokol o silničních značkách a signálech - Ženeva, 19. 9. 1949
- Evropská úmluva o silničních značkách - Ženeva, 13. 12. 1957 (vyhl. č. 175/1960 Sb.)
- Vídeňská konvence (1968) - několik nových informativních značek
  - Úmluva o silničním provozu - Vídeň, 8. 11. 1968 (částka 40/1980 Sb.)
  - Úmluva o silničních značkách a signálech - Vídeň, 8. 11. 1968 (částka 40/1980 Sb.)
  - Evropská dohoda doplňující Úmluvu o silničním provozu - Ženeva, 1. 5. 1971 (částka 40/1980 Sb.)
  - Evropská dohoda doplňující Úmluvu o silničních značkách a signálech - Ženeva, 1. 5. 1971 (částka 40/1980 Sb.)
  - Protokol o silničních označeních k Evropské dohodě doplňující Úmluvu o silničních značkách a signálech - Ženeva, 1. 3. 1973

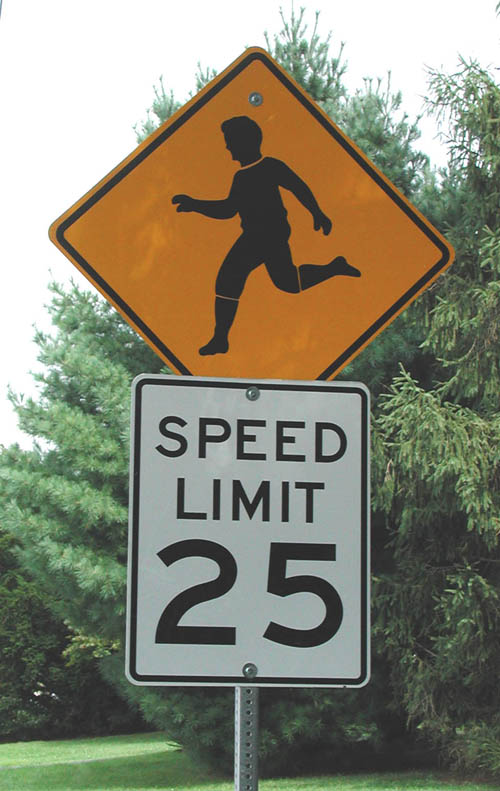
Odlišné americké dopravní značení nepoužívá pro výstrahu trojúhelník.

V USA se systém značení vyvíjel odlišně. Některé značky se podobají evropským, ale například výstražné značky mají tvar žlutého čtverce postaveného na vrcholu.
Nejnovější vývoj znamená vstup proměnných a elektronických dopravních značek, osvětlení značek s časovým ovládáním (například u škol), zvýrazňující reflexní žlutozelené orámování atd.